# Computername
Der Computername ist ein alphanumerischer Identifikator eines Computers in einem Rechnernetz, der durch ein Namensauflösungsverfahren ausgewertet und zum Identifizieren, Einbinden und Ansprechen eines Computers im Netzwerk verwendet wird. Der Begriff ist hauptsächlich in Windows-Rechnernetzen gebräuchlich, im Unix-Umfeld steht dafür meist der Hostname.
Durch den Namen kann ein einzelner Rechner in einem Netz identifiziert und mit ihm kommuniziert werden. Die Namen sollten dabei eindeutig mit einem Rechner verbunden sein, nur so kann sichergestellt werden, dass ein Rechner zuverlässig gefunden wird. Eine versehentliche Doppelbelegung von Computernamen kann zu unvorhersehbarem Verhalten während der Netzkommunikation führen und sogar von Hackern missbräuchlich verwendet werden, um einen Kommunikationspartner in eine Falle zu locken. Solche Angriffe werden im Internet auch als DNS-Spoofing bezeichnet.

## Internet
Eine herausragende Stellung von Computernamen kommt Rechnern in IP-Netzen wie dem Internet zu. Hier werden die Computernamen als Hostnamen bezeichnet. Die Namen einzelner Rechner werden hier nur als Alias für eine IP-Adresse verwendet. Dieses Alias dient vor allem der Vereinfachung der wenig intuitiven IP-Adressen. Hostnamen werden vom Computer über einen DNS-Server in eine IP-Adresse aufgelöst. Die eigentliche Identifikation des Rechners findet dann anhand der IP-Adresse statt.
Die Hostnamen im Domain Name System (DNS) müssen weltweit eindeutig sein. Dies wird mit Hilfe der Domain sichergestellt. Jeder Domainname kann nur an Personen oder Organisationen vergeben werden. Der Fully Qualified Domain Name setzt sich aus dem Computernamen und dem Domainnamen zusammen und kann somit nicht mehrfach verwendet werden.

## NetBIOS
Speziell bei Windowssystemen hat der Computername auch die Aufgabe, einen Rechner eindeutig über das NetBIOS-Protokoll zu identifizieren.